# Antilopa černouchá
Antilopa černouchá (Raphicerus melanotis) je malá antilopa obývající travnaté planiny, buše a savany na úpatí kopců v západní části jižní Afriky.

## Popis
Vzhledem se velice podobá antilopě Sharpeově (Raphicerus sharpei). Má poměrně krátké končetiny, zadní o něco delší než přední, což je příčinou šikmého hřbetu. Hrubá srst je zbarvena rudočerveně s občasným bílým zbarvením některých chlupů na hřbetě a bocích, na hlavě, krku a končetinách méně. Spodní část těla, vnitřní strana ušních boltců a srst v oblasti tlamy a očí je zbarvena bíle nebo nažloutle. Srst na hřbetě může antilopa černouchá vztyčit a navázat tak dojem větší velikosti. Kohoutková výška se pohybuje mezi 45–55 cm, délka těla mezi 60–75 cm a hmotnost mezi 8 až 12 kg. Ocas je krátký, na větší vzdálenost téměř nepostřehnutelný a dorůstající velikosti 4 až 8 cm. Samci mají krátké, ostré, hladké, zhruba 8 cm dlouhé rohy a obvykle tmavší zbarvení než samice.

## Chování
Jsou to převážně noční zvířata, která můžeme spatřit i v pozdním odpoledni nebo brzy ráno, kdy hledají trávu, listy stromů i keřů, rádi sežerou i vinnou révu. Přes den odpočívají ve stínech stromů, pod skálou nebo v hustém vegetačním porostu. Většinu roku žijí samotářsky až na období rozmnožování, kdy tvoří krátkodobé páry. Jsou to velice plachá zvířata, která se při nejmenším náznaku nebezpečí přikrčí k zemi do vysoké trávy, pokud bude nepřítel příliš blízko, dají se na rychlý kličkovitý běh a během malé chvíle zmizí ve skalách, v hustém porostu nebo i v norách větších savců, kam se díky své malé velikosti snadno dostanou. Poplašné zvuky antilopy černouché vydávají až po chycení, dříve velice ojediněle. Mezi jejich hlavní predátory patří kočkovité šelmy (levharti, karakalové), hadi a orli korunkatí.
Samci jsou vysoce územní a svá teritoria si značí pomocí pachů, močí a trusu. V období rozmnožování, kdy tvoří krátkodobé páry mohou jedno teritorium chránit obě dvě pohlaví. Nejvíce mláďat se rodí mezi zářím a prosincem, ale rozmnožovat se mohou zpravidla po celý rok. Samice rodí jediné mládě po zhruba 6 měsíční březosti. O rodičovské péči však v současné době neexistuje mnoho důvěrných informacích, a o většině podkladů se stále spekuluje.

## Ohrožení
Antilopa černouchá patří mezi oblíbené lovné antilopy, které jsou většinou pronásledovány pomocí loveckých psů. Místní domorodé kmeny ji loví pro maso, ačkoli je známo jako vysušené a nepříliš chutné.
Podle Červeného seznamu ohrožených živočichů (IUCN) z roku 1996 patří antilopa černouchá mezi druhy závislé na ochraně (LR/cd).